# 北足柄村
北足柄村（きたあしがらむら）は、神奈川県足柄上郡に存在した村。現在の南足柄市北部、西部から山北町南部にわたって位置した。

## 地理
- 山：矢倉岳、鳥手山
- 川：酒匂川、狩川

## 歴史
- 1889年（明治22年）4月1日 - 町村制の施行により、内山村、矢倉沢村、平山村の区域及び怒田村の区域の内、飛地の区域をもって、北足柄村が発足する。
- 1955年（昭和30年）4月1日 - 北足柄村の区域を分割して、南足柄町、福沢村、岡本村及び北足柄村の区域の内、大字内山及び大字矢倉沢の区域が合併して、改めて南足柄町が発足する。北足柄村の区域の内、大字平山の区域は山北町に編入される。